# هولي كروس (ويسكونسن)
هولي كروس هي منطقة فردية تقع في بلدة بلجيكا التابعة لمقاطعة أوزاوكي في ويسكونسن بالولايات المتحدة. تقع شرق فردونيا وجنوب غرب بلجيكا.
وهي مثل جارتها داكادا حيث استقر المهاجرون من لوكسمبورغ في 1840 و 1850 فيها. جاء اسمها من الأبرشية الكاثوليكية السابقة، التي تم تشكيلها في المنطقة في عام 1845.